# Anoplolepis litoralis
Anoplolepis litoralis é uma espécie de formiga do gênero Anoplolepis, pertencente à subfamília Formicinae.